# Alfred Drury

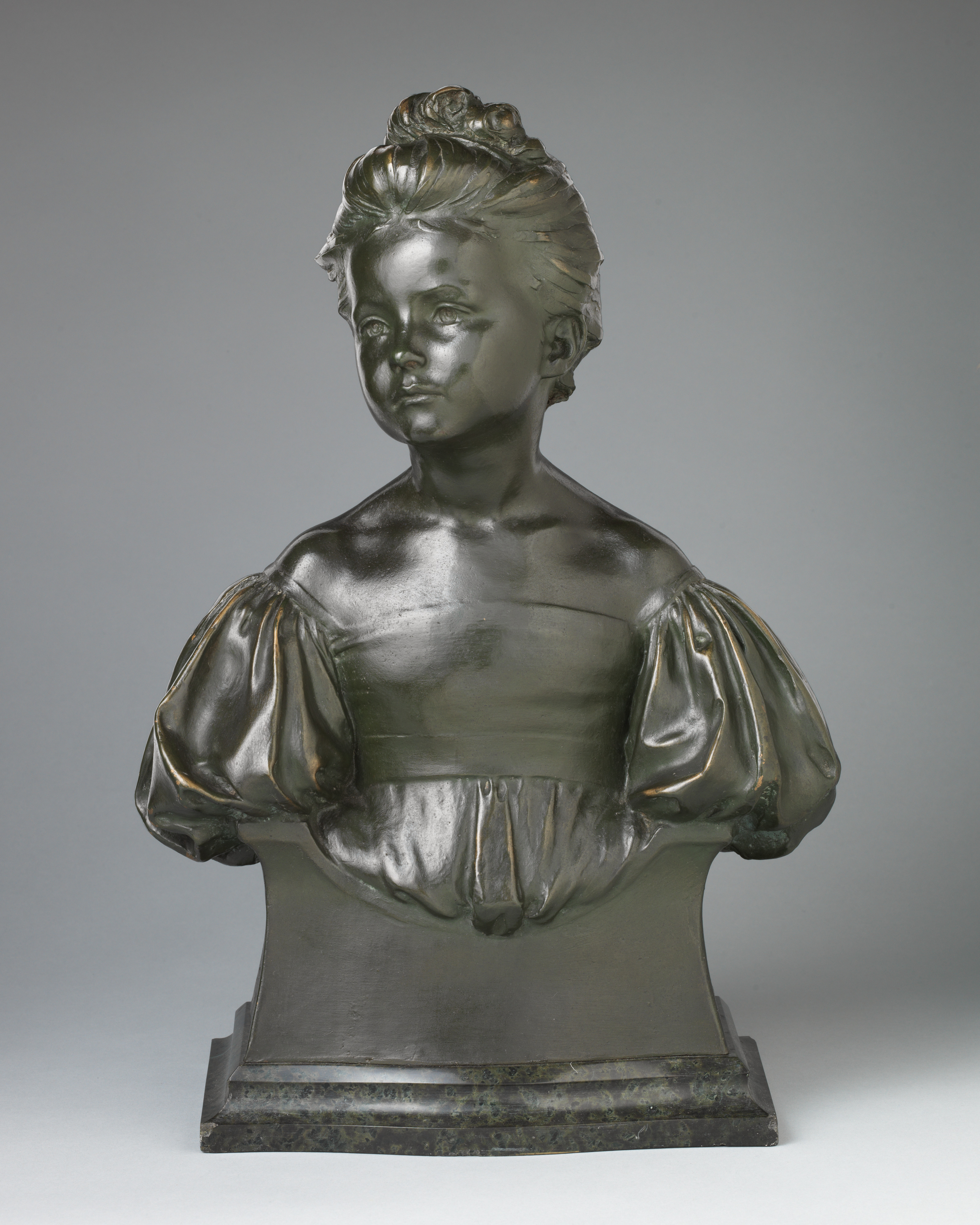
Alfred Drury: The Age of Innocence. Metropolitan Museum of Art. New York

Edward Alfred Briscoe Drury (* 11. November 1856 in Islington, London; † 24. Dezember 1944 in Wimbledon, London) war ein britischer Bildhauer des New Sculpture Movement.

## Leben
Alfred Drury wurde in Islington, London, geboren und wuchs in Oxford auf, wo sein Vater ein Gasthaus betrieb. Er besuchte die Oxford School of Art und anschließend die National Art Training School in South Kensington (1877–1881), wo er unter anderem von Jules Dalou unterrichtet wurde. Zwischen 1881 und 1885 arbeitete Drury in Paris als Assistent von Dalou und war an der Ausführung des Denkmals Le Triomphe de la République auf dem Place de la Nation beteiligt. Nach seiner Rückkehr nach London arbeitete er für kurze Zeit im Atelier von Joseph Edgar Boehm. 1885 stellte Drury erstmals in der Royal Academy aus. Im Jahr 1900 heiratete er die Künstlerin Phoebe Maud Turner; das Paar hatte zwei Kinder, darunter den Künstler Paul Drury. Alfred Drury war Mitglied der Royal Academy of Arts, ab 1900 zunächst als Associate Member, ab 1913 als Full Member. Er stellte regelmäßig in der Royal Academy sowie in anderen renommierten Institutionen aus. Alfred Drury starb am 24. Dezember 1944 im Alter von 88 Jahren in Wimbledon.  

## Werk

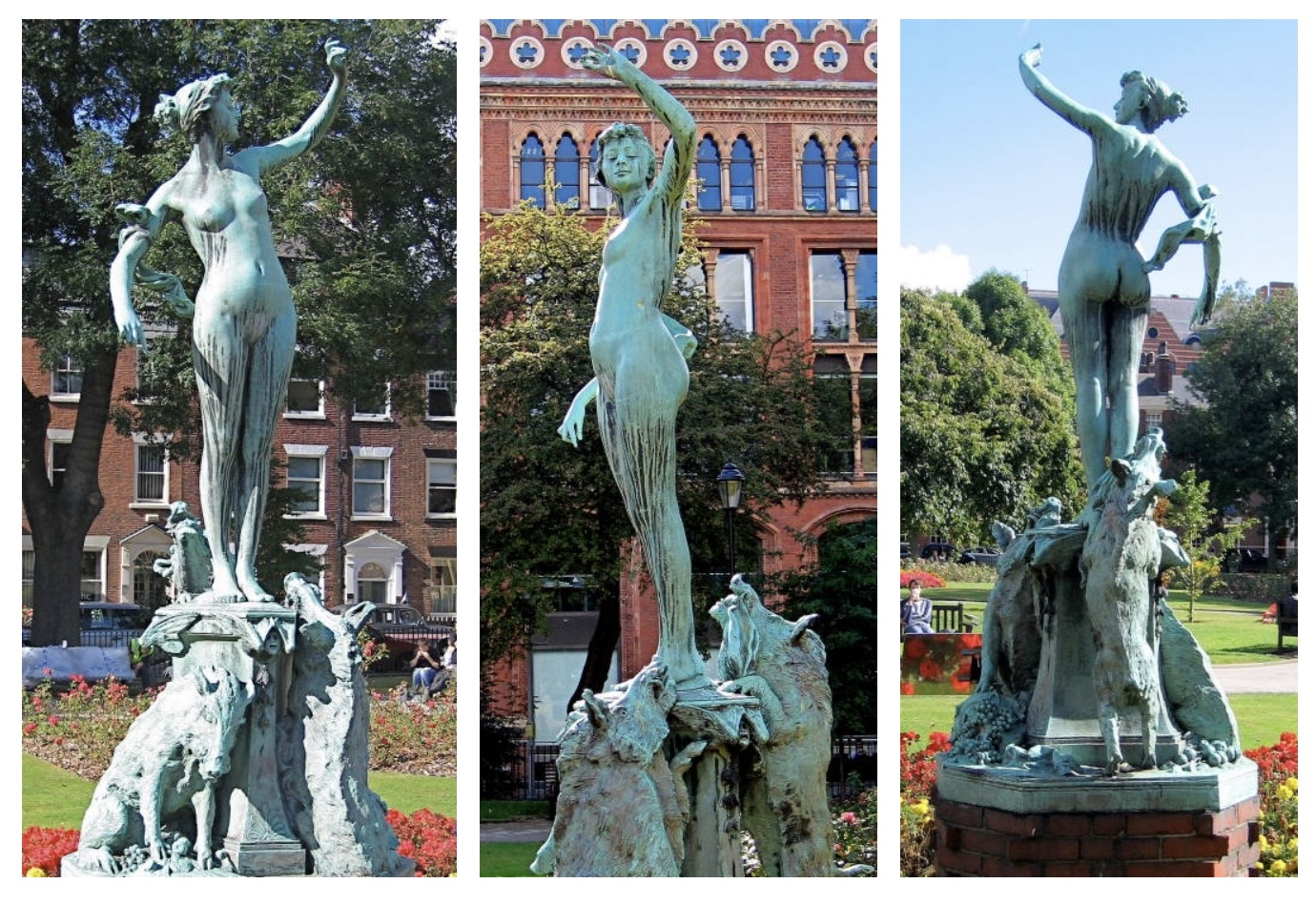
Drei Ansichten der Circe Bronzeskulptur (1895) von Alfred Drury, im Park Square, Leeds

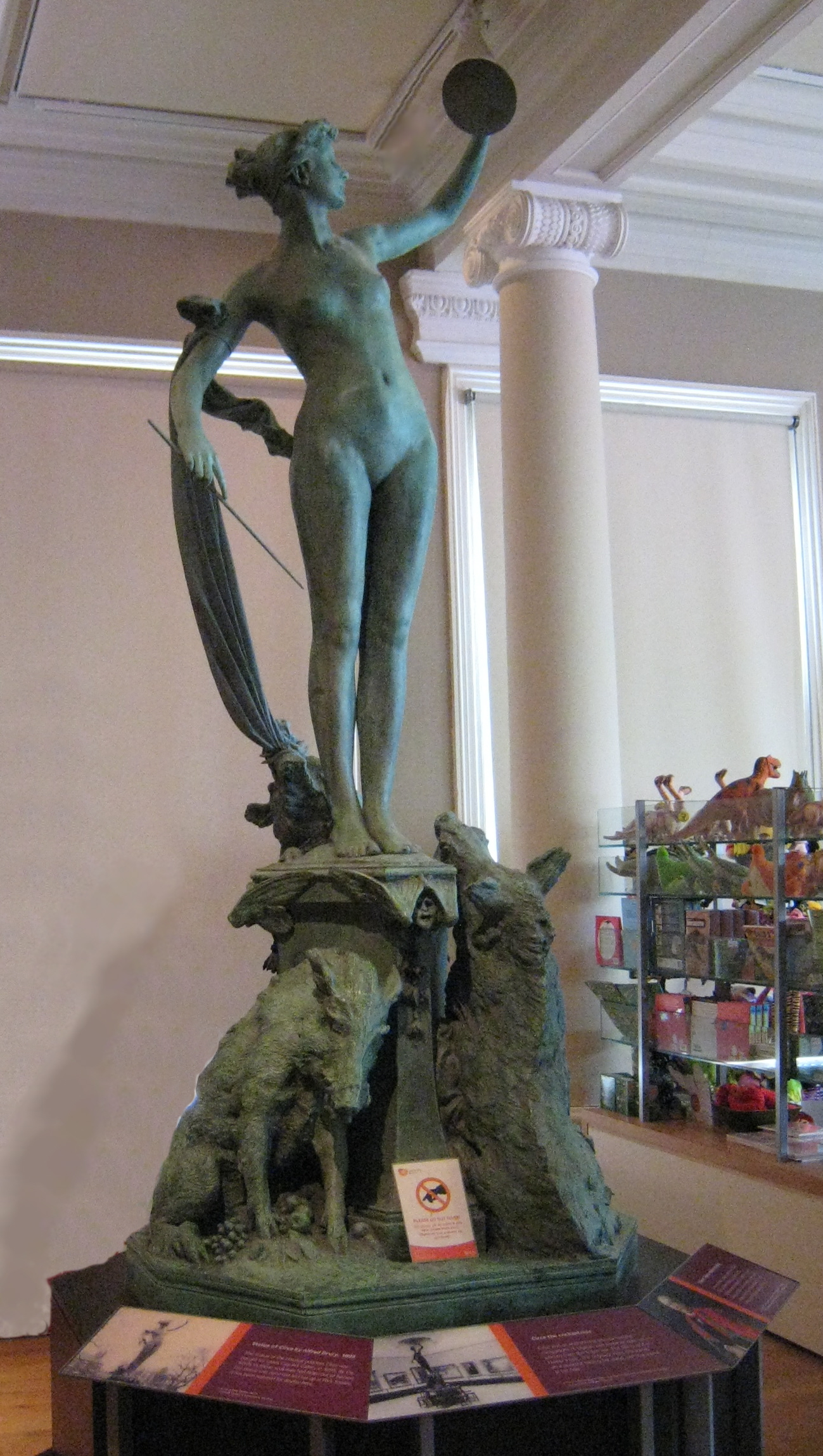
Statue der Circe mit 3 Schweinen von Alfred Drury (1895) im Museum von Leeds. Circe (oder Kirkê) erscheint im zehnten Buch der Odyssee, als Odysseus und seine Männer auf ihrer Insel landen. Er schickt sie auf Erkundungstour, und nur der vorsichtige Eurylokhos, der nun in Panik gerät, kehrt zurück und erzählt, wie die Hexe seine Gefährten in Schweine verwandelte, nachdem sie sie zu Tisch gebeten hatte

Alfred Drury war ein wichtiger Vertreter des New Sculpture Movement, das sich durch eine realistische und dynamische Darstellung des menschlichen Körpers auszeichnete. Sein Werk umfasst dekorative Figuren, Büsten, Statuetten, große Monumente, Kriegerdenkmäler, Statuen von Mitgliedern der königlichen Familie und architektonische Skulpturen. Zu seinen bekanntesten Werken zählen:
- Die allegorischen Figuren an der Fassade des Victoria and Albert Museums in London.
- Vier monumentale weibliche Statuen auf der Vauxhall Bridge in London, die die Themen Landwirtschaft, Architektur, Ingenieurwesen und Töpferei darstellen.
- Die Skulptur Circe (1895), mit der er auf der Weltausstellung 1900 in Paris eine Goldmedaille gewann.
- Die Bronzestatuen Morning und Evening auf dem Leeds City Square.
- Das Burenkriegsdenkmal in Warrington.